# Nothobranche de Rachov
Nothobranchius rachovii
Espèce
Statut de conservation UICN

 LC  : Préoccupation mineure
Le Nothobranche de Rachov (Nothobranchius rachovii) est un poisson killie d'eau douce annuel de l'est de l'Afrique, appartenant au genre Nothobranchius.

## Description
Ce poisson mesure 5 cm de long, mâle plus long que la femelle. Le mâle est très coloré et la femelle gris clair.

## Maintenance et comportement
| Origine         | Afrique                     | Eau           | eau douce        |
| Dureté de l'eau | de 2 à 6 °GH                | pH            | entre 5 et 6,5   |
| Température     | de 19 à 24 °C               | Volume mini.  | 10 litres        |
| Alimentation    | Carnivore (proies vivantes) | Taille adulte | 5 cm             |
| Reproduction    | Ovipare                     | Zone occupée  | milieu inférieur |
| Sociabilité     | assez mauvaise              | Difficulté    | difficile        |

Eau entre 20 et 24 °C (une température supérieure est mortelle). Dureté inférieure à 6° dGH. pH entre 5 et 6,5. Filtrage sur tourbe souhaité. Comportement intraspécifique mauvais entre mâles, femelles paisibles; prédateur de petits poissons en interspécifique. Bac spécifique quasi indispensable. Comme tous les killies ce poisson peut se satisfaire d'un bac de 10 litres seulement.

## Reproduction

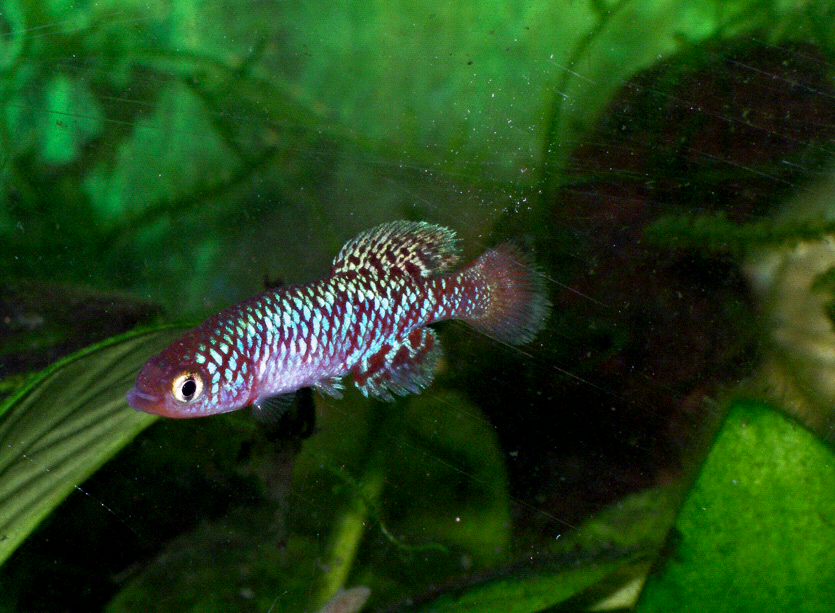

Reproduction difficile en aquarium. Espèce annuelle. Développement des œufs discontinu sur 4 à 6 mois.